# Rorippa anceps
Rorippa anceps är en korsblommig växtart som först beskrevs av Göran Wahlenberg, och fick sitt nu gällande namn av Heinrich Gottlieb Ludwig Reichenbach. Rorippa anceps ingår i släktet fränen, och familjen korsblommiga växter. Inga underarter finns listade i Catalogue of Life.